# Koncessionsrenskötsel

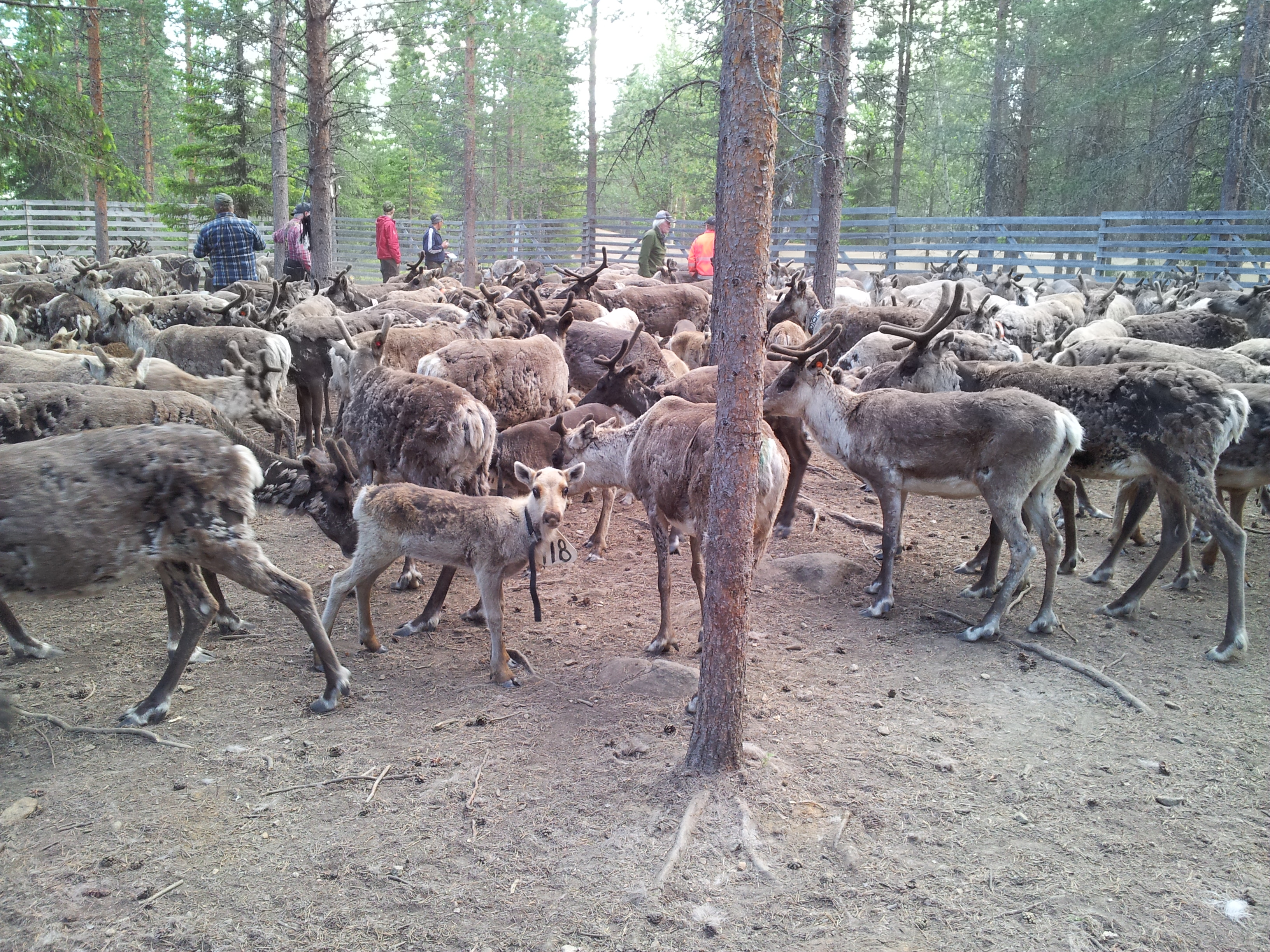
Renskiljning i Pirttijärvi samebys regi

Koncessionsrenskötsel är en form av renskötsel som bedrivs i den östligaste delen av Norrbotten nedanför lappmarksgränsen längs Torne- och Kalix älvdalar.
Den skiljer sig från annan renskötsel i Sverige genom att koncessionssamebyarna har åretruntmarker utanför lappmarken och renarna ägs inte bara av renskötande samer utan även av andra ortsbor som får ha så kallade skötesrenar.
Koncessionsområdet omfattar Pajala, Överkalix, Övertorneå, Haparanda och Kalix kommuner.

## Koncessionssamebyar
Liksom inom renskötseln i övrigt i Sverige är det bara samer som får bedriva renskötsel inom koncessionsområdet. I övrigt råder dock annorlunda villkor som regleras av rennäringslagen. Koncessionsrenskötseln får bara bedrivas av samer som fått tillstånd (koncession) av länsstyrelsen i Norrbottens län. Sådan koncession kan lämnas för högst tio år. Koncessionshavaren får bedriva renskötsel både med egna renar och med skötesrenar som tillhör personer som äger eller brukar en jordbruksfastighet inom området, eller personer som tidigare varit koncessionshavare. Skötesrenägare får ha högst 30 renar per hushåll.
Renskötseln i koncessionsområdet bedrivs inom samebyar. Medlemmar är dels koncessionshavarna, dels skötesrenägarna. Koncessionshavarna har en röst per tjugo renar, medan skötesrenägarna 
har en röst var oavsett reninnehav.
Det finns åtta koncessionssamebyar:
1. Muonio sameby
2. Sattajärvi sameby
3. Tärendö sameby
4. Korju sameby
5. Pirttijärvi sameby
6. Ängeså sameby
7. Kalix sameby
8. Liehittäjä sameby

Koncessionsamebyarna hade år 2001 totalt 15 koncessionshavare (företag).

## Historia
Före 1928 års renbeteslag hade renskötsel varit förbjuden nedanför den s.k. lappmarksgränsen, vilket lagen härefter tillåter.
Koncessionsrenskötseln infördes genom ett beslut med länskungörelsen 1933 efter att en utredning klargjort att skogssamisk renskötsel bedrivits nedanför lappmarksgränsen i skogsområdena mellan Torne och Kalix älvdalar sedan lång tid tillbaka. 
De tolv koncessionsområdena fördelades på sex samebyar: Muonio, Sattajärvi, Övertorneå (Juoksengi, Puostijärvi, Pirttijärvi och Pirttiniemi), Tärendö (Tärendö västra samt Mestos), Kalix (Pissi eller Ängeså samt Kälvjärv) och Sangis (Liehittäjä och Gunnare). Därefter har en del förändringar skett i indelning och namngivning.